# Podgornoje (Udmurcja)
Podgornoje (ros. Подгорное) – osiedle w Rosji, w Udmurcji, w rejonie kijasowskim. W 2010 liczyło 1621 mieszkańców.